# Dutch Open 1953
Die Dutch Open 1953 im Badminton fanden am 7. und 8. Februar 1953 im Krelagehuis in Haarlem statt.

## Finalergebnisse
| Disziplin    | Sieger                        | Finalist                        | Ergebnis         |
| ------------ | ----------------------------- | ------------------------------- | ---------------- |
| Herreneinzel | Jesper Sandvad                | Ole Mertz                       | 7-15, 15-9, 15-2 |
| Dameneinzel  | Tove Andersen                 | Annie W. Koch                   | 11-3, 11-6       |
| Herrendoppel | Jesper Sandvad Ole Mertz      | J. Murray Henning Becker-Hansen | 15-6, 15-7       |
| Damendoppel  | Tove Andersen Jytte Malmqvist | Annie W. Koch Els Robbé         | 18-14, 15-7      |
| Mixed        | Jesper Sandvad Tove Andersen  | Ole Mertz Jytte Malmqvist       | 18-16, 15-12     |